# Мелодійний наголос у японській мові

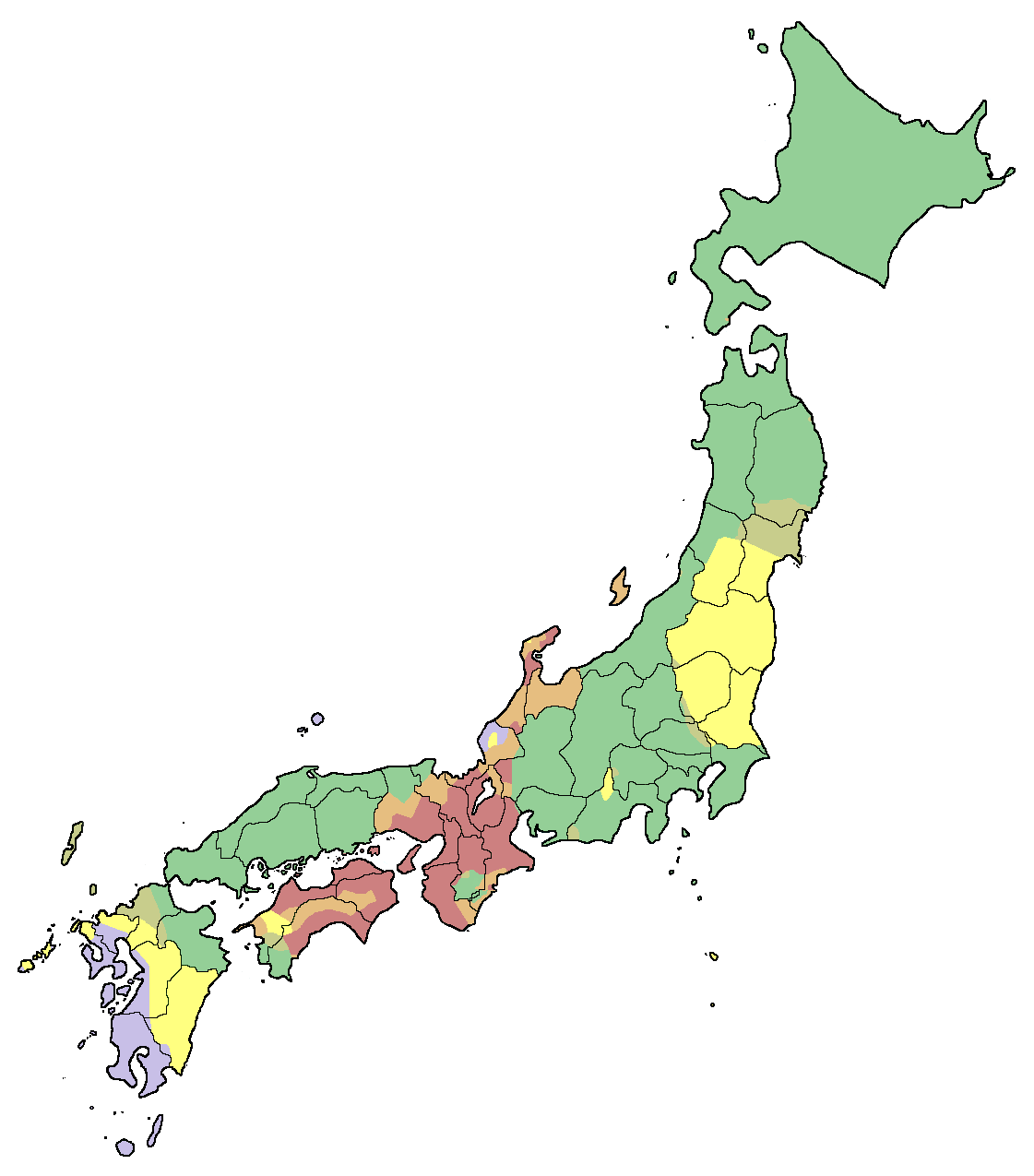
Типи мелодійного наголосу в японській мові
Кейхан (спуск + тон)
Токійський (спуск)
Тип Н-кей (послідовність 1-3) (однаковий спуск)
Немає наголосів
Перехідний (Токіо–Кейхан)
Перехідний (Токіо–немає)

Мелодійний наголос (яп. 高低アクセント, kōtei akusento) у японській мові — граматична ознака японської мови, що дозволяє розрізняти слова за наголосом окремих мор у більшості діалектів японської мови. Природа та розташування наголосу може різнитися в одному й тому ж слові в різних діалектах. Наприклад, у слові «річка», [ka.waꜜ], в токійському діалекті має наголос на другу мору, а в кансайському на першу — [kaꜜ.wa]. Звуки [i] або [ɯ] наприкінці слова після спуску та глухого приголосного зазвичай оглушуються до [i̥] та [ɯ̥].

## Літературна японська
Знання нормованого мелодійного наголосу, а саме — наголосу одного з токійських діалектів, Яманоте, вважається необхідним у таких галузях, як, наприклад, телебачення. Сучасні норми мелодійних наголосів видаються в особливих словниках для носіїв мови, наприклад, у Shin Meikai Nihongo Akusento Jiten (新明解日本語アクセント辞典) та NHK Nihongo Hatsuon Akusento Jiten (NHK日本語発音アクセント辞典). Від репортерів новин та інших осіб, що виступають публічно, очікується дотримання цих норм.
Часто тих, хто вивчає японську мову, не вчать вимовляти мелодійні наголоси, хоча він і згадується та відмічається в деякій літературі, як-от у Japanese: The Spoken Language. Помилковий мелодійний наголос — характерна риса «акценту іноземця» в японській мові.